# Північ і Південь (роман Елізабет Гаскелл)
«Північ і Південь» (англ. North and South) — соціально-психологічний роман англійської письменниці Елізабет Гаскелл, опублікований у 1854-55 роках. Поряд із «Дружинами і дочками» (1866, незакінчений) і «Кренфордом» (1853) є одним із найвідоміших романів письменниці, який був тричі екранізованим (1966, 1975 і 2004). Спочатку письменниця хотіла назвати роман «Маргарет Хейл» честь головної героїні, але Чарльз Діккенс, редактор журналу «Household Words», в якому роман був опублікований, наполіг на тому, аби назвати його «Північ і Південь», оскільки, на його думку, така назва краще відображає саму суть роману, а саме соціально-економічну відмінність північного та південного регіонів Англії під час промислової революції.
У своєму першому романі «Мері Бартон. Повість із манчестерського життя» (1848) Елізабет Гаскелл заглиблювалася у тему стосунків роботодавців та робітників в Манчестері, намагаючись описати їх з точки зору робітничої бідноти; Натомість у «Північ і Південь» авторка веде оповідь від лиця головної героїні роману Маргарет Хейл — приїжджої леді з півдня, аби зобразити тяжке становище населення, фабриканта та робітників, у промислових районах вигаданого містечка Мілтон на півночі Англії, що його авторка змалювала із Манчестера, де вона проживала раніше разом зі своїм чоловіком — пастором унітаріанської громади. Змушена покинути свій дім на неспокійному сільському півдні, Маргарет Хейл переїжджає з батьками до Мілтона, де стає свідком безжального світу, зруйнованого промисловою революцією та спостерігає за страйками робітників. Маргарет переймається долею нужденних та, захоплюючись їхньою мужністю і завзятістю, знаходить серед них друзів. Між головною героїнею та Джоном Торнтономом — новобагатьком, власником бавовняної фабрики зав'язується конфлікт, що виникає через їхню різницю у соціальних статусах та переконаннях, Маргарет обурює зневажливе ставлення Джона до своїх робітників. У романі простежуються поступові зміни у переконаннях Маргарет, раніше вперта у своїх поглядах на права робітників та принципи соціальної справедливості, згодом вона стає більш об'єктивною в оцінці соціальних проблем, що має позитивний вплив на розвиток стосунків Маргарет з Торнтоном, у яких, початковий конфлікт переростає у взаємне розуміння та прив'язаність.  

## Історія написання та публікації роману
«Північ та південь» публікувався у формі серійних випусків в журналі «Household Words» та лише згодом, у 1855 роман було видано окремою книгою. Приблизно в той же час, що й «Північ та південь» у журналі виходив соціально-психологічний роман Чарльза Діккенса «Важкі часи», де автор звертався до тієї ж теми.
«Важкі часи», що виставляють Манчестер у негативному світлі, кинули виклик Гаскелл і ускладнили написання її власного роману, їй довелося переконатися, що Діккенс не писатиме про страйк. Працюючи над так званим романом з продовженням, Гаскелл особливо тяжко було дати собі раду із часовими та технічними обмеженнями. Вона планувала написати 22 епізоди, але була «змушена до відчайдушного стиснення», щоб обмежити історію до 20. «Північ та південь» був менш успішним, ніж «Важкі часи». Через шість тижнів, 14 жовтня 1854 року, продажі впали настільки, що Діккенс поскаржився на те, що він назвав «незговірливістю» Гаскелл, оскільки вона чинила опір його вимогам до стислості. Він вважав цю історію «втомливою до останнього ступеня».
Назва роману (нав'язана Діккенсом) зосереджує увагу читача на різниці у способі життя між сільською південною Англією, здебільшого населеною поміщиками та селянами, та індустріальною північчю, населеною капіталістичними промисловцями та бідними фабричними робітниками; поділ між північчю та півднем був культурним та географічним. Оскільки історія зосереджується навколо дівчини Маргарет Хейл, що вчиться долати свої упередження щодо капіталістичної Півночі та його люду, зокрема щодо харизматичного фабриканта Джона Торнтона, Гаскелл надавала перевагу назві «Маргарет Хейл» (подібно до свого іншого роману «Мері Бартон»), але Діккенс взяв гору. У листі від 26 липня 1854 року він писав, що «Північ та південь» здається йому кращою, оскільки та є більш всеосяжною і підкреслює протистояння між людьми, яких обставини змушують зустрітися віч-на-віч.
У грудні, перебуваючи у родинному будинку Флоренс Найтінгейл, графство Дербішир; Елізабет Гаскелл працює над останніми розділами роману. Гаскелл написала, що воліла б назвати свій роман «Смерть і варіації», тому що «є п'ять померлих, кожен з яких чудово відповідає особистості людини». Це зауваження, хоча, можливо, й було жартом, підкреслює важливу роль смерті в історії. Смерть глибоко впливає на Маргарет, поступово заохочуючи її до незалежності; це дозволяє авторці проаналізувати глибокі емоції героїні та зосередитися на жорстокості соціальної системи, що призвела до смерті Буше та Бессі.
Вперше, окремою книгою, роман був опублікований 1855 року у видавництві Chapman & Hall (Лондон) у двох томах по 25 і 27 розділів у кожному. За життя письменниці було видано багато примірників роману.

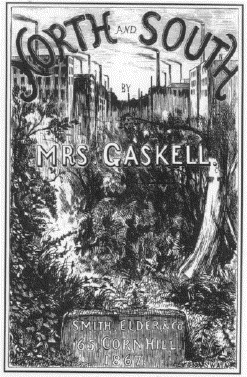
Обкладинка видання 1867 року, ілюстрована Джорджом дю Мор'є

Текст книги, особливо кінцівка, значно відрізняється від тексту, що друкувався раніше у щотижневих виданнях. Гаскелл включила коротку передмову, в якій зазначила, що через обмежений формат журналу вона не змогла розгорнути історію так, як хотіла, тож вставила різні короткі уривки і додала кілька нових розділів. Вона спробувала обійти обмеження, котрі накладав стиль роман-фейлетон, детально описавши події після смерті містера Хейла і додавши чотири розділи: перший і останній розділи та два розділи про візити містера Белла до Лондона та поїздку Маргарет і містера Белла до Гелстоуна. У цьому виданні також додано назви розділів та епіграфи[. Передмова завершується цитатою з кінцівки середньовічної англійської байки Джона Лідгейта «The Churl and the Bird» (правопис було модернізовано).

## Сюжет
Дев'ятнадцятирічна Маргарет Хейл майже 10 років прожила в Лондоні, виховуючись у своєї багатої тітки Шоу разом із кузиною Едіт, допоки та не одружилася з капітаном Ленноксом, після чого Маргарет щасливо повертається додому до провінційного південного містечка Гелстоун. Життя Маргарет перевертається з ніг на голову, коли її батько містер Хейл, що був місцевим пастором, втративши віру в Англіканську церкву, відмовляється від сану священника та приймає рішення приєднатися до Непарламентської церкви і проповідувати свої вчення на півночі. Після чого було вирішено переїжджати разом з донькою та дружиною до Мілтон, у маєток, що був їм запропонований давнім другом містера Хейла з часів Оксфорду — містером Беллом. Мілтон — промислове містечко в Даркширі (регіон виробництва текстилю) виробляє бавовну і саме перебуває в розпалі промислової революції, родина Хейлів стає свідками перших страйків, організованих робітниками. Того дня, коли Маргарет дізнається про переїзд на Північ, їй наносить візит брат капітана Леннокса — перспективний адвокат, на ім'я Генрі. Проте Маргарет змушена відповісти відмовою, адже не плекає до нього жодних романтичних почуттів та прагне знайти справжнє кохання.
Місто Мілтон своїми шумними вулицями, брудним повітрям справляє на Маргарет враження суворого і дивного місця. Її засмучує бідність та пригніченість тамтешнього люду. Місіс Хейл хворіє на серця, а батько містер Хейл, через скрутне фінансове становище родини працює приватним учителем. Одним з учнів містера Хейла є Джон Торнтон — багатий та впливовий чоловік, власник текстильної фабрики «Мальборо Мілз». Від самого початку Маргарет та Джон ворогують між собою, кожного разу, коли Джон наносить Хайлам візит між ним і Маргарет точаться вічні суперечки на тему розбіжностей півночі та півдня, стосунків між робітниками та роботодавцями. Маргарет вважає Джона грубим та бездушним, а він її зарозумілою та надто гордовитою як для свого матеріального становища, оскільки в місті Мілтон вважалося неприйнятним, аби вихідці із бідних родин поводилися зверхньо та нескромно. Однак Торнтон належно оцінює красу дівчини та її впевненість у собі, тоді як Маргарет щиро співчуває Торнтону через його батька, що наклав на себе руки після кількох нерозумних інвестицій, залишивши на голову свого сина силу-силенну боргів.
За вісімнадцять місяців, проведених у Мілтоні Маргарет звикає до життя у місті та вчиться цінувати тяжку працю та працьовитих людей, особливо Ніколоса Хіггінса, фабричного працівника, та його дочку Бессі — дев'ятнадцятилітню дівчину, з якою Маргарет стали добрими товаришками. Однак Бессі тяжко хворіє на так звану «вітчизняну лихоманку» — хворобу, на яку часто можна натрапити серед робітників текстильних фабрик, адже їм щодня доводиться вдихати бавовняний пил. Зрештою Бессі помирає. Маргарет намагається відвідувати Хіггінсів якнайчастіше, проте через хворобу власної матері їй це вдається нечасто. Прогнози лікаря невтішні: місіс Хейл ще протягне недовго. Одного дня Маргарет наносить візит до маєтку Торнтона з проханням позичити їй водяний матрац, що за порадою лікаря мав поліпшити її стан. Проте в той самий час працівники з фабрики Торнтона підіймають бунт, вони не задоволені тим, що після тривалого страйку, Джон не підвищив їхні зарплати, а натомість привіз нову дешеву робочу силу з Ірландії. Торнтон посилає за солдатами, але до їх прибуття Маргарет благає його поговорити з натовпом, щоб уникнути кровопролиття. Коли Маргарет здається, що йому загрожує небезпека, адже Джона можуть закидати камінням, вона вибігає і затуляє його, і в неї потрапляє камінь. Натовп розганяють солдати, і Торнтон заносить непритомну Маргарет до будинку.
Попри те, що Маргарет не сильно постраждала, Джон хвилювався за неї та зрозумів, що кохає її. Наступного ж ранку він приїжджає до дівчини освідчується їй у коханні та робить пропозицію, на що дівчина відповідає йому відмовою. Мати містер Торнтона, якій й до того не подобалася Маргарет, насторожена і вражена зверхнім ставленням Маргарет до її сина, починає ненавидіти дівчину ще більше. Коли місіс Хейл помираючи, просить місіс Торнтон піклуватися про її дочку, остання лише відповідає, що намагатиметься зробити все можливе, аби застерегти Маргарет від можливих помилок на її життєвому шляху.
Брат Маргарет Фредерік (який живе у вигнанні, оскільки його розшукують за участь у військово-морському заколоті) таємно відвідує їхню матір, що помирає. Побачивши Торнтона та Маргарет разом, він припускає, що вони коханці. Пізніше, на вокзалі, коли Маргарет проводжає брата назад на поїзд, Фредерік зустрічає свого давнього товариша по службі Леонардса. Між ними здіймається суперечка, а згодом й бійка. Незадовго після сутички на вокзалі Леонардс помирає. Коли поліція розпитує Маргарет про бійку, вона бреше і каже, що її там не було. Торнтон знає, що Маргарет говорить неправду, проте як мировий суддя оголошує справу закритою, щоб врятувати Маргарет від можливого лжесвідчення. Маргарет принижена та вражена його вчинком заради неї, ставлення Маргарет до Торнтона починає змінюватися, вона починає розпізнавати глибину його характеру. Маргарет усвідомлює, що кохає Джона.
В гості до родини Хейлів приїжджає містер Белл — давній знайомий містера Хейла та орендодавець містера Торнтона. Трохи згодом містера Хейл повертає своєму другові візит, відвідавши його в Оксфорді, де він, однак несподівано помирає. Після смерті батька, на пропозицію тітки Шоу та капітана Леннокса Маргарет повертається до Лондона. Згодом, разом із містером Белом дівчина відвідує своє рідне містечко Гелстоун, Маргарет просить містера Белла розповісти Торнтону, що ситуація з Фредеріком була лише спробою захистити власного брата, однак містер Белл згодом помирає, так і не встигнувши виконати прохання дівчини. Містер Белл залишає дівчині у спадок фабрику Торнтона «Мальборо Мілз» та Джоновий маєток.
Торнтону загрожує банкрутство через ринкові коливання та заколот. Він дізнається правду про брата Маргарет від Ніколаса Хіггінса і приїжджає до Лондона, щоб залагодити свої ділові справи з Маргарет, яка є його новим орендодавцем. Коли Маргарет пропонує позичити Торнтону частину своїх грошей, він розуміє, що її почуття до нього змінилися. Джон вдруге робить Маргарет пропозицію і та зрештою погоджується.

## Оцінки критиків
Письменниця Джил Матуш у своїй збірці есе під назвою «вступ до Кембридзького компаньйона Елізабет Гаскелл» (2007), що репрезентує сучасні дослідження про Елізабет Гаскелл, наголошує на зростаючому авторитеті авторки у вікторіанському літературознавстві та на тому, як її новаторське, багатогранне оповідання відповідало швидким суспільним змінам, що відбувалися за її життя. Проте все не завжди було так, адже її репутація від часу її смерті аж до 1950-х років в основному відзначалася впливом оцінки Лорда Девіда Сесіла у книзі «Ранні вікторіанські романісти» (1934). Сесіл писав про Гаскелл, що вона була «повністю жінкою» і «докладала похвальних зусиль для подолання своїх природних недоліків, однак зрештою все було марно».
Подібно до рецензій на твір «Мері Бартон», сучасні рецензії були критичними. Гостра анонімна критика в Лондонській щотижневій газеті «Лідер» звинуватила Гаскелл в помилках щодо опису графства на північному заході Англії — Ланкаширу, яких не припустився б жоден мешканець Манчестера. У статті було наголошено, що жінка не здатна «зрозуміти індустріальні проблеми», «занадто мало знає про бавовняну промисловість» і не має «права створювати плутанини, пишучи про це».
Шарлотта Бронте визнавала, що її подруга Елізабет «розуміє геній Півночі». Хоча Річард Холт визнав певний інтерес до роману в «Критичному огляді», він скаржився, що його сюжет розрізнений, а персонажі змінюються стрибкоподібно, «як кенгуру». Жорж Санд говорила, що роман може зацікавити джентльмена і водночас бути доступним для молодої жінки.
Наприкінці 19 століття романи Елізабет Гаскелл, за винятком «Кренфорда», поступово відійшли в невідомість; До початком другої половини 20 століття її звільнили як другорядну авторку з «розсудливістю і жіночою чутливістю». Арчі Стентон Вітфілд у 1929 році писав, що її творчість «схожа на букетик з фіалок, жимолості, лаванди, резеди і ароматної шипшини», а Сесіль говорила, що їй бракує «мужності», необхідної для належного розв'язання соціальних проблем. Однак ситуація почала змінюватися на користь Гаскелл, коли в 1950-х і 60-х роках соціалістичні критики, такі як Кетлін Тіллотсон, Арнольд Кеттл і Реймонд Вільямс, зробили переоцінку опису соціальних і промислових проблем у її романах, і, усвідомивши, що її бачення суперечило панівним поглядам того часу — побачили в ньому підготовку до активних феміністичних рухів. На початку 21-го століття, коли творчість Гаскелл «включилася в сучасні переговори про націю, а також гендерну та класову ідентичність», «Північ і Південь» став одним із перших індустріальних романів, що описує конфлікт між роботодавцями та робітниками, та розглядається як такий, що описує складні соціальні конфлікти та пропонує більш задовільні рішення через посередництво Маргарет Хейл, представниці авторки та найбільш зріле творіння Гаскелл

## Персонажі
- Маргарет Хейл: головна героїня роману, горда і енергійна, дуже любить своїх батьків (особливо батька). На початку історії їй вісімнадцять років. З дев'ятирічного віку і до того моменту, як вона повертається до Гелстоуна дівчина переважно живе зі своєю тіткою місіс Шоу та кузиною Едіт у Лондоні.
- Джон Торнтон: Власник місцевої текстильної фабрики, друг і учень батька Маргарет, коханий Маргарет.
- Ніколас Хіггінс: Промисловий робітник, з яким товаришує Маргарет. Має двох доньок, Бессі та Мері.
- Ганна Торнтон: Мати Джона Торнтона, яка шанує свого сина і недолюблює Маргарет.
- Бессі Хіггінс: Дочка Ніколаса Хіггінса, яка смертельно захворіла, з раннього віку працюючи на фабриці.
- Річард Хейл: Батько Маргарет, дисидент, який відмовляється від сану вікарія у Гелстоуні, аби працювати приватним учителем у Мілтоні.
- Марія Хейл: Мати Маргарет, з респектабельної лондонської родини. У Гелстоуні вона часто скаржиться на занадто вологе і «томливе» повітря, що не дуже добре впливає на її здоров'я.
- Діксон: служниця Хейлів, котра є дуже відданою місіс Хейл, оскільки працювала у неї служницею ще до її одруження. Діксон не схвалює Річарда Хейла вдалою партією для Марії, адже він є соціально нижчим, і вважає шлюб своєї господині її соціальним падінням.
- Містер Белл: Старий друг Річарда Хейла і хрещений батько Маргарет.
- Місіс Шоу: Тітка Маргарет, мати Едіт і сестра Марії Хейл. Вдова генерала Шоу, живе у Лондоні. Хоча місіс Шоу є заможнішою від місіс Хейл, проте вважає себе менш щасливою, адже вступила в шлюб не кохаючи.
- Едіт: Гарненька кузина Маргарет, яка, хоча інтелектуально поступається їй, слабкодуха, безневинна і розбещена, як дитина; проте є вірною своїй сестрі. Вона стає дружиною капітана Леннокса на початку історії.
- Генрі Леннокс: Молодий адвокат і брат капітана Леннокса. Допитливий і розумний, він любить Маргарет і вважає її «королевою». Маргарет сприймає його як друга, але на початку історії відкидає його романтичні залицяння.
- Фредерік Гейл: Старший брат Маргарет, втікач, який тимчасово проживає в Іспанії після участі в бунті під час служби у флоті.

## Проблеми висвітленні у романі

### Сучасність і традиція
Зміна назви четвертого роману Елізабет Гаскелл з «Маргарет Хейл» на запропоновану Діккенсом альтернативу «Північ і Південь» підкреслює питання сучасності проти традиції, що було підняте у романі. До кінця 18-го століття влада в Англії перебувала в руках аристократії та великих землевласників, що здебільшого проживала на півдні. Промислова революція зруйнувала багатовікову класову структуру, передавши багатство і владу промисловцям, які масово виробляли товари на півночі. Такі міста, як Манчестер, що став прототипом вигаданого міста Мільтон у романі, були поспіхом розбудовані для розміщення робітників, які переїжджали з напівфеодальної сільської місцевості, щоб працювати на нових фабриках. Південь представляє минуле (традицію): аристократичні землевласники, які передавали свою власність у спадок, збирали орендну плату з фермерів і селян та брали на себе зобов'язання щодо добробуту своїх орендарів. Північ представляє майбутнє (сучасність): її лідерами були люди, які зробили себе самі, такі як герой Елізабет Гаскелл, Джон Торнтон. Вони заробляли на життя як робітники, підприємці середнього класу. На їхню думку, філантропія або благодійність — давати щось задарма була небезпечним дисбалансом у відносинах між роботодавцями та працівниками, які базувалися на обміні грошей на працю.

### Влада і бунт
Уся історія є наскрізь пронизана бунтом проти влади, що її вважають несправедливою. Усталені інституції вважаються негуманними або егоїстичними, а отже, помилковими;[ в ім'я совісті, містер Хейл відхиляє сан, що був йому запропонований, і вибирає інший шлях, а Фредерік Хейл бере участь у заколоті проти військово-морського флоту і змушений вирушити у вигнання, бо за законом його б повісили за те, що, на його думку, було справедливим вчинком. Його бунт перегукується зі страйком робітників, які беруться за справу, щоб прогодувати своїх дітей. Усі вони безсилі і втягнуті в боротьбу, що їм здається цілою війною. Маргарет бунтує у спосіб, який виражає її свободу: ігнорує соціальні норми і кидає виклик владі, брешучи поліції, щоб захистити брата, від якого вона дізнається, що свавільній, несправедливій і жорстокій владі можна кинути виклик не заради себе, а в ім'я нещасних. Навіть місіс Хейл бунтує по-своєму: вона «пишається тим, що Фредерік виступив проти несправедливості, адже це краще ніж просто бути хорошим офіцером».
Центральним в історії також є питання влади. Торнтон представляє три аспекти влади та авторитету керівного класу: фабрикант, якого поважають його колеги (економічна влада), суддя (судова влада) і той, хто може скликати армію (політична влада) для придушення страйку. У боротьбі мешканців Мільтона за краще життя є енергія, сила та мужність. Маргарет демонструє силу у словесному двобої з Торнтоном, змушуючи його замислитися над обґрунтованістю своїх переконань і врешті-решт змінити свій погляд на робітників, перетворивши їх з простих постачальників робочої сили на особистостей, здатних до мислення і почуттів. Коли Маргарет виповнилося 21 рік, вона бере контроль над своїм життям, вирішує жити так, як вона хоче, і вчиться розпоряджатися багатством, успадкованим від містера Белла.

### Роль чоловіка та жінки
У вікторіанських уявленнях про гендерні ролі домінувало уявлення про окремі сфери, у яких життєве призначення чоловіка та жінки є чітко розмежованим. Публічне життя (включно з роботою) належить до чоловічої сфери, а приватне життя (домашнє господарство) — до жіночої. Ніжні почуття вважається жіночим, а агресія — чоловічим. Розв'язання конфліктів словесним шляхом часто вважалося більш жіночим підходом, тоді як чоловіки, ймовірно, вдадуться до фізичного способу розв'язання конфліктів (включаючи війну). Домогосподарка — берегиня моралі та релігії. Публічна сфера вважається небезпечно аморальною, і в творах таких авторів, як Діккенс, катастрофи настають тоді, коли персонажі не відповідають сучасним стандартам.
Така усталеність ставиться під сумнів у романі «Північ та Півднь». Уявлення Маргарет Хейл про поділ є досить розмитим, обставини змушують її взяти на себе «чоловічу роль», організувавши від'їзд сім'ї з Гельстоуна і взявши на себе більшу частину відповідальності за сім'ю в Мільтоні. Вона несе цей тягар сама, поводячись як «жінка в Стародавньому Римі», бо містер Хейл слабкий і нерішучий. Коли батько Маргарет є охоплений жахом, дізнавшись про смерть Буше, вона йде до місіс Буше, аби самотужки повідомити їй новину про смерть чоловіка і піклується про сім'ю з відданістю та завзяттям. Вона просить свого брата Фредеріка, морського офіцера, який розбитий горем через смерть матері, приїхати навідати їх. Щоб захистити брата, Маргарет згодом бреше про їхню присутність на вокзалі в день його від'їзду.
Торнтон і Хіггінс, не ставлячи під сумнів своєї мужності, щиро демонструють співчуття. Зокрема, Хіггінс, якого Торнтон зараховує до «простих демагогів, любителів влади за будь-яку ціну», бере на себе відповідальність за виховання дітей Буше, уособлюючи материнську ніжність (якої бракує місіс Торнтон), силу (якої немає у місіс Хейл) та гідність. Гаскелл також наділяє Джона Торнтона ніжністю (за словами Ніколаса Хіггінса, «його слабким місцем»). Хоча гордість Торнтона робить цю рису непомітною для сторонніх очей, він демонструє її у своїй прив'язаності до матері та спокійній увазі до Хейлів. Пізніше він виражає це більш очевидно, коли переводить стосунки зі своїми робітниками, на рівень, що виходять за межі усталеної системи «гроші за працю»; окрім цього, він будує їдальню для робітників і іноді ділиться з ними їжею. Стосунки Маргарет і Торнтона зрештою змінюються, навчившись смиренності і терпеливості, вони частково звільняються від кайданів"чоловічого та жіночого призначення"; Він будує дружні стосунки на фабриці, а вона стверджує свою незалежність від життя кузена. Маргарет ініціює їхню ділову зустріч, яку він сприймає як освідчення в коханні. Тепер для одне одного вони є чоловіком та жінкою, а не виробником з півночі та леді з півдня. Розмивання ролей також помітне серед робітників, багато з яких (наприклад Бессі) є жінками.

### Взаємостосунки
У романі важлива родь надається родинній єдності та близьким сімейим стосункам (Маргарет та її батько, Хіггінс та Бессі, місіс Хейл та Фредерік), які перериваються смертю. Зв'язок між Торнтоном і його матір'ю особливо глибокий і, з боку місіс Торнтон, винятковий і безмежний: «її син, її гордість, її власність». Зазвичай холодна, вона каже йому: «Материнська любов дана Богом, Джоне. Вона міцна на віки вічні». У вікторіанській літературі стосунки між батьками та дітьми часто є метафорою стосунків між роботодавцями та робітниками. У розділі XV «Чоловік і господар» Маргарет сміливо відкидає цей патерналістський погляд (висловлений Торнтоном) як такий, що знецінює роль робітника. Натомість вона виступає за те, щоб давати можливість робітникам особистісно зростати і ставати незалежними. Дружба між людьми різних соціальних класів, освіти і культурного походження (між містером Хейлом та Торнтоном, Маргарет та Бессі, Торнтоном та Хіггінсом) визначає ідеальні для авторки людські стосунки, які розмивають класові відмінності. Маргарет виконує «низькі» завдання, а Діксон стає довіреною особою місіс Хейл, яка плекає до покоївки почуття поваги, прихильності та розуміння.

### Релігійний контекст
«Північ та південь» не є релігійним романом, хоча релігія відіграє важливу роль у творчості авторки, враховуючи, що чоловіком та батько Елізабет Гаскелл є священики. Унітаристи тлумачили біблійні тексти символічно, а не буквально. Вони не вірили в первородний гріх або в те, що жінки народжуються більш винним чи слабшими за чоловіків, вони були більш ліберальними, ніж методисти, англіканці чи нонконформісти. У романі «Північ та південь» в одній вечірній сцені подано типову картину унітаріанської терпимості: «Маргарет — християнка, її батько — нонконформіст, Хіггінс — атеїст, разом стали на коліна»[. Торнтони не звертаються до релігії, як це роблять Хейли, хоча місіс Торнтон читає «Виклад Старого і Нового Заповітів» Метью Генрі. Незважаючи на те, що відновлення у 1850 році Папою Пієм IX римо-католицької ієрархії в Англії було загалом рішуче засуджено, Гаскелл неупереджено ставиться до католицизму, а Фредерік Хейл навертається до релігії своєї іспанської дружини.
Історія містить кілька біблійних посилань, що з'являються в різних формах. У розділі VI цитується Книга Йова, ii. 13); є алюзія на старшого брата в притчі про блудного сина, а Маргарет перефразовує визначення милосердя («той дух, що довго терпить, і добрий, і не шукає свого») з 1-го послання до Коринтян. Однак Гаскелл остерігається зловживання; Бессі Хіггінс читає Об'явлення Івана Богослова, щоб впоратися зі своїм станом, і так спрощено інтерпретує притчу про багача і Лазаря, що Марґарет рішуче заперечує: «У той жахливий день нас не розділить те, що одні з нас були тут жебраками, а інші багатіями — нас судитимуть не за цей нещасний випадок, а за те, що ми вірно слідували за Христом». Маргарет і Торнтон йдуть шляхом навернення, який веде до примирення, визнаючи свою «недостойність». Маргарет, якій належить пройти найдовший шлях, почувається розчавленою через провину за свою брехню і сорому бути приниженою в очах Торнтона. Франциск Салезький заохочує її шукати «шлях смирення», незважаючи на спроби містера Белла применшити і раціоналізувати її брехню, сказану в паніці. Торнтон, на межі загибелі, як Йов, намагається не обурюватися, в той час як його мати бунтує проти несправедливості його становища («Не для тебе, Джоне! Бог вважав за потрібне бути дуже суворим до тебе, дуже») і палко дякує за «велике благословення», яке дарує їй його існування.

## Літературний аналіз твору

### Складові роману

#### Вплив Джейн Остін
Вплив «Гордості і упередження» Джейн Остін на «Північ і Південь» часто відзначається. Від сюжетних моментів, таких як відмова Маргарет від першої пропозиції Торнтона, до рис характеру головних героїв, паралелі між цими двома романами очевидні. Маргарет і Елізабет Беннет — гордовиті, розумні, проте з долею упередженості натури, тоді як Торнтон — гордий, стриманий і владний, як Дарсі. Як пише Нільс Клоссон у книзі «Романтичний Манчестер: клас, гендер і суперечливі жанри „Півночі та Півдня“ Елізабет Гаскелл», «той самий романтичний сюжет —  багатий, гордий чоловік, підкорений вольовою, незалежною та розумною жінкою — знову з'являється через півстоліття [після „Гордості та упередження“] у „Північ і Південь“». Клоссон стверджує, що Остін створила прототип романтичного сюжету, який Гаскелл «перенесла до Манчестера середини вікторіанської епохи» (3). Поєднуючи романтику з суперечливим реалізмом соціально-психологічного роману, Гаскелл оновлює та ускладнює попередній сюжет, що детально досліджує Метью Сассман у своїй статті «Остін, Гаскелл і політика вітчизняної художньої літератури». Розмарі Боденгеймер у «Політиці історій у вікторіанській белетристиці» (1988) пише, що вважає за краще вивчати зв'язок роману з «Ширлі» Шарлотти Бронте, але вбачає в «описі сильних внутрішніх якостей» і «соціальному оптимізмі» ознаки «Гордості і упередження». Патриція Інгем також порівнює «Північ і Південь» із «Ширлі». Енн Банфілд порівнює «Північ і Південь» із «Менсфілд-парком» з двох причин: Маргарет Хейл, як і Фанні Прайс, оселяється в місце, яке їй згодом пристоїть підкорити, і сюжет роману ґрунтується на порівнянні двох місць, лишень у більшому масштабі.

#### Три початки
Роман має три початки, два з яких ілюзорні: перший — підготовка до весілля в Лондоні, другий — повернення героїні до Гелстоуна, а третій (який часто вважають справжнім початком історії) розповідає про від'їзд до Мільтона в сьомому розділі. Перші розділи, на думку Мартіна Додсворта, є висвітленням того, про що буде оповідати роман, а не незграбністю автора; вони розповідають читачеві про те, про що не йдеться в історії. Боденгеймер інтерпретує початкові розділи не як фальстарт, а як демонстрацію теми Гаскелла про суспільний та особистий «перманентний стан змін», що є невіднятною частиною роману. Початкові розділи в різних місцях інтерпретуються як такі, що розкривають тему мобільності. Переміщуючись з одного місця в інше, Маргарет краще розуміє себе і світ, тим самим реалізуючи намір авторки направити її думки у напрямку соціальних проблем.
Початкові розділи «Півночі і Півдня» вказують на очевидний роман-нравів, за стилем схожий до робіт Джейн Остін, з підготовкою до весілля в Лондоні дурнуватої нареченої та жвавої, розумної головної героїні; у сільському селі Гелстоун (вигадане місце в англійському графстві Гемпшир) парубок у пошуках щастя (Генрі Леннокс) сватається до Маргарет — і отримує відмову. Дейдра Девід у своїй «Фікції розв'язки у трьох вікторіанських романах» (1981) припускає, що відмова Маргарет від лондонського суспільства свідчить про те, що їй не місце на півдні, і її пристосування до півночі є правдоподібним.
Роман-нравів Елізабет Гаскелл містить ширший промисловий аспект про північний захід Англії, де молоді дівчата (як Бессі) помирають від «вітчизняної лихоманки»; капіталісти нехтують юридичними зобов'язаннями, а робітники відмовляються від профілактичних засобів та розпалюють заворушення. Роман можна критикувати за те, що він надає перевагу любовній інтризі над індустріальним контекстом, а також за те, що він зосереджується на емоційному конфлікті між Маргарет і Торнтоном. Однак «Північ і Південь» — це не просто індустріальна версія «Гордість і упередження», адже Маргарет набуває статусу і суспільної ролі, кидаючи виклик вікторіанській ідеї чоловічого та жіночого призначення. Вона товаришує з Бессі Хіггінс (молодою жінкою з робітничого класу), поступово відмовляється від своєї відрази до торговців, визнавши чесноти Торнтона, переступає через соціальні верстви настільки, що вважає себе «недостойною» його. Хоча роман закінчується у Лондоні (де він і розпочався), відчуження Маргарет від марнославного, поверхневого світу її кузини Едіт і Генрі Леннокса підкреслює, те, що вона зробила свій вибір на користь Торнтона і Мільтона.

#### Роль помилок та невдач
Назви розділів «Перші враження», «Помилки», «З'ясування помилок», «Невдачі» та «Спокута» вказують на те, що «Північ і Південь» пересипана помилками Маргарет та проблемними ситуаціями з іншими персонажами, які створюють непорозуміння. Деякі з помилок Маргарет пов'язані з ігноруванням звичаїв, деякі — з їх нерозумінням, а ще інші — з відкиданням соціальних звичаїв Мільтона (наприклад, відверте, звичне рукостискання). Інші персонажі не виконують своїх зобов'язань: Діксон не розповідає Маргарет, що Торнтон був на похороні її матері, а містер Белл помирає, не встигнувши пояснити Торнтону, чому Маргарет збрехала. Маргарет відчуває, що її не розуміють, що вона не в змозі взяти під контроль своє життя і знайти відповіді на свої питання.
Інші непорозуміння відбуваються через обмежений світогляд Маргарет, що звикла до шикарних лондонських салонів, вона не усвідомлює, що її навколишні сприймають її у шалику, «як імператрицю в драпіровці», і те, що вона подає чай з «виглядом гордої рабині». Вона ніяково приймає пропозиції руки і серця: освідчення Генрі Леннокса «неприємне» і викликає у неї дискомфорт, а пропозиція Джона Торнтона «ображає» і принижує її гідність. Маргарет наївно вірить, що з бунтівниками можна домовитися, і не усвідомлює, що вони з братом Фредеріком нагадують закохану пару на пероні залізничного вокзалу (O'Farrell, 1997, с. 68). Боденгеймер вважає цю «помилку» цілеспрямованою: «У кожній ситуації, чи то в індустріальній політиці, чи то в емоційному житті, традиційні погляди і позиції розпадаються на заплутані нові, які проявляються з усім болем помилок і конфліктів, які тягнуть за собою справжні людські зміни». Можливо, саме тому помилки Маргарет не завжди мають негативні наслідки; коли вона зізнається, що розчарована тим, що Торнтон відмовився взяти на роботу Хіггінса, вона соромиться, що він чує її зауваження. Торнтон передумує і врешті-решт пропонує Хігінсу роботу. У завершальному розділі вона, здається, не усвідомлює, що «проста пропозиція» врятувати фабрику (ділова угода) може зачепити гордість Торнтона або сприймається як приголомшлива з боку «леді». Боденгеймер інтерпретує подібні сцени як «глибоку розгубленість у час особистих змін і переосмислення власних цінностей», що зближує закоханих.

### Стиль і наратив

#### Художні засоби
Перший опис Мальборо Міллз у XV розділі подається очима та думками Маргарет, і всезнаюча оповідачка заглиблюється у внутрішні думки своїх героїв та час від часу вставляє свої спостереження. Торнтон «думав, що йому неприємно бачити ту, яка так гостро його принизила, але він помилявся. Було пекучим задоволенням перебувати з нею в одній кімнаті… Але він не був великим аналітиком власних мотивів і помилявся, як я вже сказала». Оповідь іноді переходить у невласне пряму мову; місіс Торнтон тихо називає вишивку Маргарет на маленькому шматочку батисту «кволою, марною роботою», коли вона відвідує Хейлів.
Боденгеймер вважає, що оповідачку цікавить психологія її персонажів: їхнє внутрішнє «я», те, як їхні суперечливі взаємодії з іншими підсвідомо виявляють їхні переконання і як зміни, яких вони зазнають, відображають їхні перемовини із зовнішнім світом[, також авторка зосереджується на зображенні внутрішніх переживаннях, що виражаються у снах і трансах, як-от сон Торнтона про Маргарет як спокусницю чи «транс пристрасті» бунтівників. Фраза «наче» з'являється понад 200 разів, що свідчить про небажання Гаскелл здаватися надто певною у своїй оповіді: «Бессі, яка сіла на перший стілець, наче зовсім втомилася від своєї прогулянки» і «Торнтон] говорив так, наче цей наслідок був цілком логічним». Фраза переважно використовується при дослідженні почуттів персонажів: «Наче відчувши його погляд, вона повернулася до нього»; «Він струсив з себе емоції, наче соромився того, що колись піддався їм»; «Вона підняла голову, наче пишалася будь-якою делікатністю почуттів, яку виявив містер Торнтон». Гаскелл використовує його, досліджуючи несвідомий процес, який дозволяє Торнтону, чиї страждання в коханні порушують його холоднокровність і контроль над почуттями, спілкуватися з Хіггінсом: «…і тоді переконання увійшло, наче якесь заклинання, і торкнулося прихованої ніжності його серця».

#### Стиль і мова твору
На думку Боденгеймер, оповідь «Півночі та Півдня» іноді може здаватися мелодраматичною та сентиментальною («Але, попри все це — попри всі його дикі слова, він міг би кинутися до її ніг і поцілувати поділ її одягу» у 29-му розділі), особливо у сцені бунту, але він бачить найкращі твори Гаскелл як такі, що «написані з неупередженою відкритістю до досвіду», яку автор поділяє з Д. Г. Лоуренсом. Джил Л. Матус вважає лексику Гаскелла «готизованою» в описах агонізуючого внутрішнього життя персонажів — їхньої реакції на страждання та біль — що може здатися мелодраматичним поза контекстом. Однак «мова шоку і жаху вбирається в реалістичну текстуру оповіді роману» і відповідає екстремальним умовам зовнішнього світу роману.
Багато авторів 19-го століття цікавилися діалектами: шотландський для сера Вальтера Скотта, ірландський для Марії Еджворт. Гаскелл, під впливом творчості свого чоловіка, не вагаючись, надала своїм мілтонівським робітникам манчестерських висловів та лексики, не заходячи при цьому так далеко, як Емілі Бронте, яка транскрибувала йоркширську вимову, чи Діккенсівські рибалки з Грейт-Ярмута в «Девіді Коперфілді». Вона здобула репутацію вправної майстрині у використанні діалекту для визначення статусу та віку особистості, або ж інтимності між мовцями.
Адаптація Маргарет до культури демонструється через мову. Коли мати дорікає їй за використання вульгарних провінціалізмів Мільтона (наприклад, «slack of work»), Маргарет відповідає, що оскільки вона живе в індустріальному місті, вона повинна говорити його мовою, коли її про це просять. Вона наводить слово, яке може бути вульгарним, але яке вона вважає виразним («knobstick»), і використовує місцевий термін («redding up» — прибирати) для маленьких дітей Баучер: «redding up the slatternly room». Гаскелл починає кожен розділ поетичною цитатою, щоб підкреслити відповідну тему розділу, наприклад, внутрішні конфлікти («Моє серце бунтує в мені, і два голоси / Озвучуються в моїх грудях» — Валленштейн, розділ XVIII), роздвоєність («На землі нікому не відома / Усмішка, що не є сестрою сльози». Еліот, розділ XXI), залицяння, обов'язок, страждання, непохитна мужність, чесність, час і зміни.

### Соціальні умови

#### Вплив економічного становища епохи
Гаскелл жила в період потрясінь, що настали після промислової революції, і знала про складні умови повсякденного життя та проблеми зі здоров'ям робітників Манчестера. Роберто Дайнотто інтерпретував «Північ і Південь» як «своєрідну апокаліптичну подорож у пекло мінливих часів — сучасної бідності, люті, відчаю, войовничого профспілкового руху та класового антагонізму». Гасло страйку, описаного в романі, нагадує гасло страйку в Престоні, що відбувався в 1930-х роках. Страйк, описаний у «Півночі та Півдні», нагадує страйк у Престоні, який відбувся за рік до публікації роману. Його гаслом було «десять відсотків і ніякої капітуляції», а очолювали страйк Джордж Коуелл і Мортимер Грімшоу. Страйк тривав майже сім місяців (з вересня 1853 року по квітень 1854 року), але врешті-решт закінчився поразкою бунтівників.
Страйк описаний детально, з розумними лідерами, такими як Хіггінс, відчайдушним насильством і дикістю бунтівників, а також реакцією обох сторін. Очима Маргарет, наляканої, співчутливої сторонньої людини, Гаскелл ілюструє соціальні злидні нетрів, які відвідує Маргарет, злидні, які іноді документуються в парламентських паперах (синіх книгах) з промовистими ілюстраціями, що призвело до прийняття Закону про фабрики 1833 року.
Елізабет Гаскелл використовує причину конфлікту між майстрами та робітниками (встановлення вентиляторів у кардочесальних машинах), щоб проілюструвати жадібність одних та невігластво інших, що ускладнює соціальний прогрес, і привертає увагу до антиірландських упереджень у місті, де ірландці становлять незначну меншість. Вона викриває переконання і міркування промисловців, захищаючи теорію Торнтона, близьку до соціального дарвінізму: капіталізм як природне (майже фізичне) підпорядкування непорушним законам, невпинна гонитва за прогресом, в якій приносять у жертву людяність; слабкі гинуть, незалежно від того, чи є вони господарями або робітниками. Місіс Торнтон висловлює погляд представників середнього класу на робочий клас як «на зграю невдячних псів».

#### Власна позиція автора
«Північ і Південь» належить до жанру соціально-психологічного роману, який аналізує вікторіанські соціальні реалії, пропонуючи «детальні спостереження з перших рук за індустріалізмом, урбанізмом, класовими та гендерними конфліктами». Він намагається відповісти на питання, що виникають під впливом сучасних соціальних змін, позиціонуючи себе між індивідуальною свободою робітників, яку відстоював Джон Стюарт Мілл (автор книги «Вимоги праці», опублікованої в «Единбурзькому огляді» в 1845 році) і яку розвинув Торнтон у розділі 15, та відповідальністю роботодавців перед своїми працівниками, яку пропагували Джон Раскін та Артур Хелпс. Вона представляє певний патерналізм, кидаючи виклик розмежуванню між публічною та приватною сферами, свободою та відповідальністю, робочою та сімейною сторонами життя, намагаючись визначити баланс у стосунках між роботодавцями та працівниками. Через Маргарет та її батька Гаскелл критикує автократичну модель, яка применшує роль працівників у соціальних процесах і яку захищає Торнтон (який не відчуває відповідальності перед працівниками за свої дії чи рішення). Вона виступає за владу, яка бере до уваги потреби робітників, за соціальний та економічний договір, про який писав Джон Лок у «Двох трактатах про правління», де господарі та робітники солідарні. Після страйку Торнтон нарешті визнає, що «нові форми переговорів між керівництвом і робітниками є частиною сучасного життя»; страйк, який його розорив, був «поважним», тому що робітники залежать від нього через гроші, а він залежить від них у виробництві свого продукту.
У класовій боротьбі, в якій дехто стає жертвою (наприклад, Баучер і Бессі), Гаскелл не пропонує остаточного вирішення конфлікту: Наприклад, Торнтон сподівається, що страйки перестануть бути «гіркими та отруйними». Він і Хіггінс досягають рівня порозуміння, що виходить за межі «грошового зв'язку», завдяки «постійній участі Маргарет у процесі соціальних змін», закликаючи до комунікації між майстрами й робітниками. Якщо представники економічної влади погодяться на контакт зі своїми робітниками, розглядатимуть їх як людей (а не знаряддя виробництва), це, можливо, не усуне соціальні конфлікти, але зменшить їхню жорстокість. Герої переживають особистісні трансформації, які врешті-решт об'єднують їх, те, що Стонеман називає «збалансованою емансипацією».
За словами Кетрін Барнс Стівенсон, Гаскелл, можливо, вважала тему жінок-робітниць проблематичною. Вона часто посилалася на «майстрів і чоловіків» і використовувала одну хвору робітницю (Бессі) для представлення жіночого робітництва, враховуючи, що жінки становили більш ніж половину робітників фабрики в той час. Стівенсон писала, що відносне мовчання Гаскелл про жінок-робітниць фабрики може відображати її боротьбу з «тріумфом домашньої ідеології» середнього класу середини 1800-х років. Гаскелл натякає на труднощі, з якими стикаються такі сім'ї, як Хейли, утримуючи хатню робітницю (Діксон) на належному — підлеглому — місці та роблячи її членом сім'ї (розмиваючи класові відмінності) — сценарій, з яким стикаються також і промислові робітники.

## Екранізації
У першій екранізації (1966 року) Річард Ліч зіграв містера Торнтона, а Венді Вільямс — Маргарет Хейл.
У другій екранізації (1975 року) містера Торнтона зіграв Патрік Стюарт, а Маргарет Хейл — Розалінда Шенкс. Тім Піготт-Сміт, який зіграв містера Хейла в екранізації 2004 року, грав Фредеріка (його сина) у версії 1975 року. У 2004 році на BBC вийшов чотирисерійний серіал «Північ і Південь» з Даніелою Денбі-Еш і Річардом Армітеджем у головних ролях. Сенді Велч написала сценарій, а Брайан Персіваль зрежисував серіал. Версія 2004 року відновила інтерес до роману, ти самим розширивши коло читачів.
Роман «Гарна робота» Девіда Лоджа, задуманий як пастиш на твір Гаскелла, був опублікований у 1988 р. Переможець конкурсу «Книга року Sunday Express», він був адаптований як телевізійний серіал на BBC у 1989 році.